# Guru Tegh Bahadur
Śrī Guru Tegh Bahadur (1º aprile 1621 – 11 novembre 1675) è stato il nono guru dei Sikh.

## Biografia
Fu padre di Guru Gobind Singh. Guru Tegh Bahadur ji è conosciuto anche come "Hind di Chadar" ovvero salvatore dell'induismo, Guru Tegh Bahadur ji sacrificò la sua vita per salvare la religione induista sotto richiesta di alcuni pandit (sacerdoti hindu). Guru ji il 25 maggio del 1675, decise di andare ad Agra per parlare con l'imperatore Aurangzeb che disse al Guru “lei ha tre scelte: la prima è che può accettare l’Islam come sua religione, la seconda è far vedere un miracolo e la terza è di pagare con la propria vita la salvezza della religione indù” e Guru Tegh Bahadur rispose: “nel sikhismo è severamente vietato usare la magia e io posso perdere la testa ma non la mia fede”. E fu così che Aurangzeb fece decapitare il Guru che riuscì a salvaguardare la religione Indù dalle grinfie dell'imperatore. Insieme a Guru Teg Bahadur ji altri tre sikh vennero uccisi atrocemente, Bhai Mati Das venne tagliato a metà, Bhai Sati Das venne avvolto nel cotone per esser bruciato vivo e Bhai Dayala ji venne fatto bollire nell’acqua. La testa del Guru fu portata ad Anandpur, dove viveva il Guru con la sua famiglia, da un suo fedele Sikh, Bhai Jetta, che la consegnò al figlio Gobind Rai, Il resto del corpo venne portato via da un fedele Bhai Lakhi Shah che bruciò la propria casa per cremare il Guru Ji.